# 송강 (촬영 감독)
송강은 대한민국의 촬영 감독이다.

## 영화
- 1997년 사이버 전사 - 촬영